# Guido Semenza
Guido Semenza (Londra, 19 dicembre 1868 – Milano, 7 novembre 1929) è stato un ingegnere italiano, inventore e studioso di Leonardo da Vinci.

## Biografia

Fotografia a tutto corpo.

Nato a Londra da Gaetano Semenza, industriale e fondatore del quotidiano economico Il Sole, e da sua moglie Giuditta, andò con la sua famiglia in Italia da bambino. Nel 1893 si laureò in ingegneria presso l'Istituto Tecnico Superiore di Milano, e nel 1894 in ingegneria elettrica presso l'Istituto Elettrotecnico Montefiore di Liegi.
Ideò e mise in funzione il primo impianto idroelettrico di Paderno per la Edison Co. di Milano. Questo lavoro fu realizzato poco dopo la famosa trasmissione sperimentale trifase tra Lauffen e Francoforte nel 1891, e il primo su larga scala sistema di trasmissione tra Tivoli e Roma nel 1892. La potenza fu trasmessa dalla stazione di Paderno a 13600 volt, trifase, e poiché non erano disponibili macchinari in grado di lavorare a tale tensione, si costrinse a progettare attrezzature adeguate. Questo lavoro pionieristico rese famoso il suo nome nel mondo elettrico e i suoi consigli su simili problemi di alimentazione furono richiesti sia in Italia che all'estero.
Oltre al suo lavoro sulla trasmissione elettrica, fu anche un esperto di comunicazione elettrica e motori elettrici di trazione. Fu nominato Cavaliere della Corona d'Italia. Alla fine del 1896 fu fondatore e presidente dell'Associazione elettrotecnica italiana. Pubblicò numerosi articoli su riviste specializzate e, dal 1923 al 1927, fu presidente della Commissione elettrotecnica internazionale. Nel 1924 tenne la conferenza Kelvin dell'Institution of Electrical Engineers, sull'argomento Kelvin e l'economia della generazione e distribuzione di energia elettrica. Nel 1929 gli fu conferita la medaglia Faraday dell'Institution of Electrical Engineers.
Fu il creatore del palo flessibile o della torre ampiamente utilizzato nei sistemi di trasmissione sia in Europa che negli Stati Uniti.

## Riconoscimenti
- Nel 1929 è stato insignito della Medaglia Faraday.[6]